# Ambala (stad)
Ambala is een nagar panchayat (plaats) in het district Ambala van de Indiase staat Haryana. 

## Demografie
Volgens de Indiase volkstelling van 2001 wonen er 139.222 mensen in Ambala, waarvan 53% mannelijk en 47% vrouwelijk is. De plaats heeft een alfabetiseringsgraad van 76%. 

## Bekende inwoners van Ambala

### Geboren
- Henry Chapman Pincher (1914-2014), journalist, romancier en historicus
- Om Puri (1950-2017), acteur
- Juhi Chawla (1967), actrice, filmproducente en televisiepresentatrice